# Un ostaggio di riguardo
Un ostaggio di riguardo (Orphans) è un film del 1987 diretto da Alan J. Pakula, tratto dall'omonimo dramma teatrale di Lyle Kessler, con Pakula anche sceneggiatore del film.

## Trama
Il giovane Treat vive con il fratello minore Philip in una vecchia casa isolata, mantenendo entrambi con piccoli furti e rapine.
I due sono rimasti orfani in tenera età e Philip, giovane fragile ed impressionabile, non esce mai di casa, convinto, anche grazie al protettivo fratello, che l'aria esterna ed il sole possano nuocergli. Una sera Treat porta a casa Harold, un ubriaco che si addormenta sul divano. La mattina l'ospite si sveglia legato ed imbavagliato: Treat è convinto che sia un ricco uomo d'affari e di poter ottenere un riscatto, ma quando rientra dopo una giornata passata (invano) a contattare i numeri dell'agendina dell'ostaggio per ottenere il suo scopo, lo trova libero e tranquillo che gira per la casa, tenuto d'occhio da un preoccupatissimo e spaventato Philip.
Comincia così una convivenza in cui ben presto Harold diventa figura carismatica dagli accenti paterni: si propone di salvare i due "derelitti" e si rivela essere un gangster, ma anche un uomo colto, sensibile e desideroso di dare una svolta alla propria esistenza. La qualità della vita comincia ben presto a cambiare, insieme al livello delle imprese di Treat, che diventa il braccio di Harold. Dopo poco, però, il ragazzo sente il bisogno di un "salto di qualità", che Harold non vuole concedergli per via della sua irascibilità e delle sue debolezze caratteriali. Ne nasce un contrasto, che vede Treat isolato: anche Philip, infatti, pur molto legato al fratello, ha subito il fascino della figura e dell'atteggiamento comprensivo di Harold, che non solo gli ha fatto capire di non essere malato e di poter uscire alla luce del sole, rendendolo meno dipendente dal fratello, ma lo sta aiutando a crescere ed a trovare la percezione e la stima di se stesso.
La contrapposizione tra i due porterà così Treat, che ancora non riesce ad abbandonarsi ad un supporto paterno, a forzare la mano ed a commettere un errore che costerà ad Harold la vita, lasciando i ragazzi di nuovo a sé stessi, ma non si tratta più degli stessi che lo rapirono. Treat, in lacrime, dispera la perdita della possibilità di abbandonarsi finalmente a quel conforto da sempre negatogli e trova il tocco solidale e consolatorio del fratello, di cui finora aveva sentito di doversi occupare.